# Third Stage
Third Stage est un album du groupe Boston sorti en 1986.

## Titres
1. Amanda – 4:16
2. We're Ready – 3:58
3. The Launch – 2:55
4. Cool the Engines (Scholz, F. Sheehan, Delp) – 4:24
5. My Destination – 2:19
6. A New World (Masdea) – 0:37
7. To be a Man – 3:30
8. I Think I Like It (Scholz, J. English) – 4:07
9. Can'tcha Say (You Believe in Me) (G. Green, Scholz, Delp) – 5:13
10. Hollyann – 5:09

## Certifications
| Pays                  | Certification |
| --------------------- | ------------- |
| Canada (Music Canada) | 3 × Platine   |
| États-Unis (RIAA)     | 4 × Platine   |